# Alioranus
Alioranus là một chi nhện trong họ Linyphiidae.